# محشية الطواحين
محشية الطواحين قرية سوريّة تتبع إداريّاً لمحافظة حلب منطقة منبج ناحية أبو قلقل، بلغ تعداد سكانها 513 نسمة حسب التعداد السكاني لعام 2004.